# 星から来た男
『星から来た男』（ほしからきたおとこ、原題：슈퍼맨이었던 사나이）は、2008年公開の韓国映画。原題は日本語で『スーパーマンだった男』の意。韓流シネマ・フェスティバル2008ラブ＆ヒューマン公開作品。

## 出演
- ファン・ジョンミン
- チョン・ジヒョン
- チン・ジヒ